# 尖头金䱵
尖头金䱵（学名：Cirrhitichthys oxycephalus），又名尖鰭金䱵、短嘴格、斑點格、格仔，为鲈形目䱵科金䱵属的鱼类。主要分布于台湾岛等。该物种的模式产地在安汶岛。